# Whoopie Pie

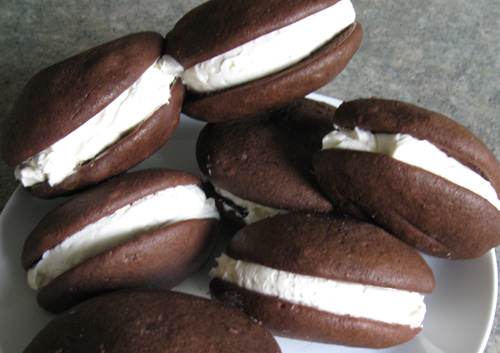
Whoopie Pies

Der Whoopie Pie (auch Gob genannt) ist ein US-amerikanischer weicher Doppelkeks, der mit einer Mischung aus Marshmallowcreme, Butter und Zucker gefüllt ist und meist industriell hergestellt wird. Bekannt ist er seit den 1920er Jahren. Populär ist der Whoopie Pie vor allem in Neuengland und Pennsylvania, wo er teilweise an Straßenständen verkauft wird.
Es gibt Whoopie Pies in verschiedenen Geschmacksrichtungen, am häufigsten mit Schokolade. Whoopies werden auch als größere Kuchen (Cakes) und kleine Kekse (Cookies) gebacken. Whoopie ist in den USA ein Ausruf der Überraschung oder Begeisterung.

## Geschichte

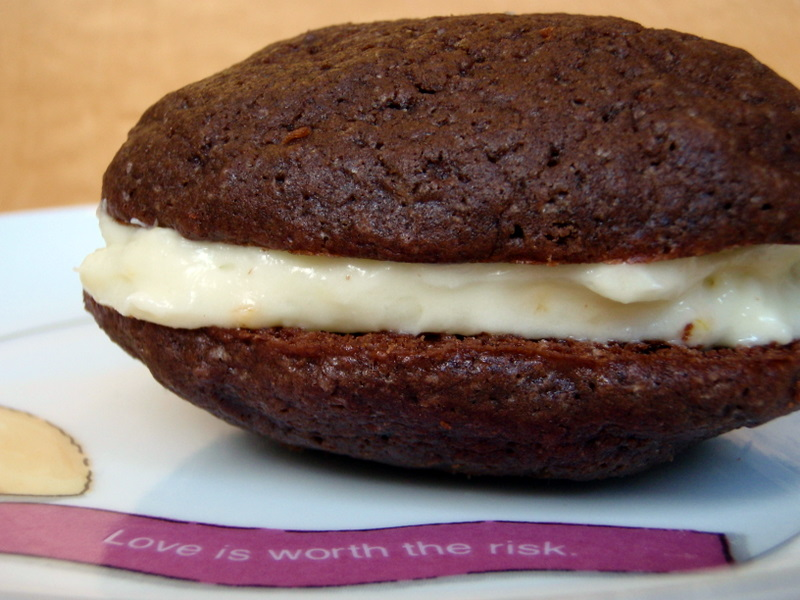
Whoopie Pie mit Schokolade

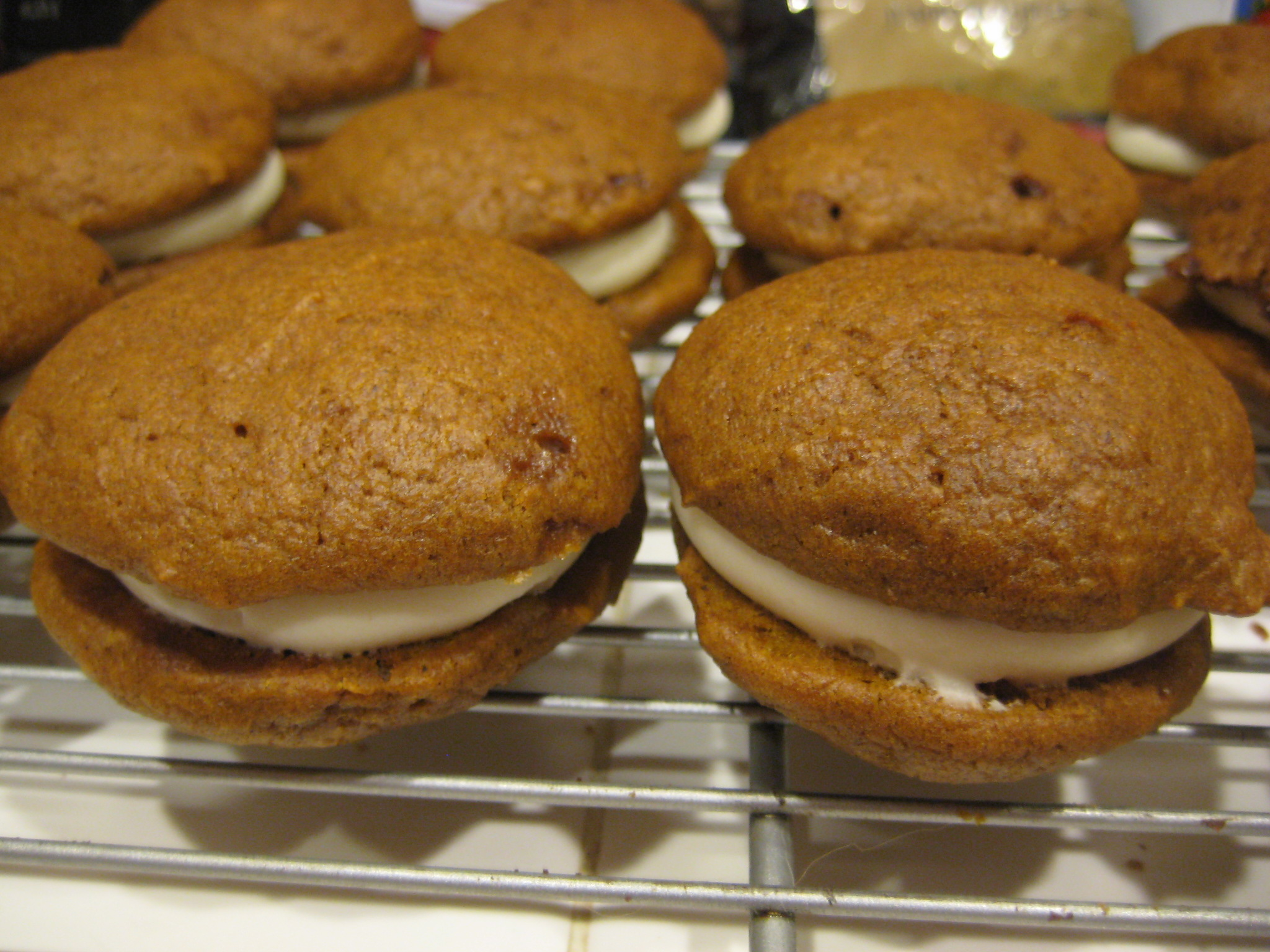
Whoopie Pies mit Kürbis

Der Ursprung der Whoopie Pies ist ungeklärt. Häufig wird behauptet, es handele sich dabei um einer Erfindung der deutschstämmigen Amischen, einer Gruppe der so genannten Pennsylvania Dutch. Die gefüllten Pies seien zunächst in Privathaushalten gebacken worden. Das lässt sich jedoch nicht belegen. Die Bezeichnung Whoopie Pie ist nicht vor den 1920er Jahren nachzuweisen. Es gibt auch kein deutsches Gebäck, das als Vorbild gelten könnte.
Das erste Rezept für eine Marshmallowcreme erschien 1896 im Boston School Cook Book von Fannie Farmer als Tortenfüllung, ähnlich zu verwenden wie Buttercreme, und es enthält auch ein Rezept für Marshmallow Cake, das jedoch nichts mit dem gefüllten Whoopie Pie zu tun hat. Für deren Füllung wird üblicherweise „Marshmallow Fluff“ verwendet, ein kommerzielles Produkt, das eine leichtere Konsistenz hat als Buttercreme und erst um 1920 auf den Markt kam.
Kulturhistoriker halten es für wahrscheinlich, dass die Whoopie Pies von Anfang an ein kommerzielles Produkt waren, das zunächst von Bäckereien und erst später auch in Privathaushalten hergestellt wurde. Zur Zeit der Great Depression in den USA gab es das Gebäck bereits in mehreren US-Bundesstaaten unter diesem Namen, obwohl es zu dieser Zeit noch keine Rezepte in Kochbüchern dafür gab. Ein Ursprung in Pennsylvania ist nicht wahrscheinlicher als der in Neuengland; die Whoopie Pies haben auch eine gewisse Ähnlichkeit mit dem Boston Cream Pie.
Im Januar 2011 brach zwischen den Bundesstaaten Maine und Pennsylvania ein „Whoopie War“ aus, nachdem dem Senat von Maine ein Gesetzentwurf unterbreitet wurde, wonach der Whoopie Pie zum offiziellen Gebäck des Bundesstaates deklariert werden soll. Dagegen wehrten sich viele Bürger von Pennsylvania mit einer Petition an den Senat und den Gouverneur von Maine, mit Facebook-Gruppen und anderen Aktionen. Am 18. März 2012 entschied das Parlament des Bundesstaates Maine, dass der Whoopie Pie zum offiziellen State Treat (Staatsleckerbissen) und der Blueberry Pie zum offiziellen State Dessert erklärt werden soll. Das Gesetz trat erst 90 Tage nach dem Ende der Legislaturperiode in Kraft, da sich der Gouverneur Paul LePage wegen wichtigeren Angelegenheiten weigerte, das Gesetz zu unterzeichnen.

## Nachweise
1. ↑  Geschichte von Marshmallow Fluff (Memento vom 18. Dezember 2008 im Internet Archive) (engl.)
2. ↑  Nancy Baggett, The All-American Cookie Book, Houghton Mifflin, 2001, ISBN 978-0-395-91537-0, S. 117
3. ↑  Zach Jones: Whoopie War. In this food fight, Maine and Pennsylvania each claim to have invented the whoopie pie. Who will win? In: scholastic.com, 7. März 2011.
4. ↑  Svea Jörgens: Tortenschlacht in den Vereinigten Staaten. (Memento vom 19. März 2011 im Internet Archive) In: FTD, 17. März 2011.
5. ↑   It's the law: Whoopie pie official 'treat'. In: Associated Press, 21. April 2011.